# Macksburg (Ohio)
Macksburg és una població dels Estats Units a l'estat d'Ohio. Segons el cens del 2000 tenia 202 habitants.

## Demografia
Segons el cens del 2000, Macksburg tenia 202 habitants, 80 habitatges, i 51 famílies. La densitat de població era de 339,1 habitants per km².
Dels 80 habitatges en un 30% hi vivien nens de menys de 18 anys, en un 43,8% hi vivien parelles casades, en un 11,3% dones solteres, i en un 36,3% no eren unitats familiars. En el 30% dels habitatges hi vivien persones soles l'11,3% de les quals corresponia a persones de 65 anys o més que vivien soles. El nombre mitjà de persones vivint en cada habitatge era de 2,53 i el nombre mitjà de persones que vivien en cada família era de 3,16.
Per edats la població es repartia de la següent manera: un 26,7% tenia menys de 18 anys, un 7,9% entre 18 i 24, un 27,7% entre 25 i 44, un 26,7% de 45 a 60 i un 10,9% 65 anys o més.
L'edat mediana era de 36 anys. Per cada 100 dones de 18 o més anys hi havia 102,7 homes.
La renda mediana per habitatge era de 22.188 $ i la renda mediana per família de 21.875 $. Els homes tenien una renda mediana de 16.625 $ mentre que les dones 17.321 $. La renda per capita de la població era de 10.440 $. Aproximadament el 37,8% de les famílies i el 45,3% de la població estaven per davall del llindar de pobresa.

## Poblacions més properes
El següent diagrama mostra les poblacions més properes.